# Heinz Kindermann (Literaturwissenschaftler)
Heinz Kindermann (* 8. Oktober 1894 in Wien; † 3. Oktober 1985 ebenda) war ein österreichischer Theater- und Literaturwissenschaftler sowie Kulturhistoriker. Er gehört zu den prominenten Vertretern der Ideologie des Nationalsozialismus in seinem Fach und gilt als „einer der wichtigsten Literaturwissenschaftler des ‚Dritten Reiches‘“. Nach dem Zweiten Weltkrieg erhielt Kindermann deshalb zeitweilig Lehrverbot, bevor er wieder zum Leiter des Instituts für Theaterwissenschaft an der Universität Wien ernannt wurde. Er wich fortan jeder Diskussion über die NS-Zeit aus und vertrat eine „objektivistische“ Geisteswissenschaft. Kindermanns Œuvre verblüffte Zeitgenossen sowohl durch seinen monumentalen Umfang (seine Theatergeschichte Europas umfasst 10 Bände) als auch durch seine thematische Vielfalt.

## Leben
Heinz Kindermann studierte an der Universität Wien und der Universität Berlin Germanistik, Romanistik, Skandinavistik und Philosophie. Ein Kommilitone Kindermanns war der gleichalte Joseph Roth, der in ihm eine Art Rivalen sah. In der 1916 erschienenen ersten Erzählung Roths, Der Vorzugsschüler, diente Kindermann Roth als Vorbild für die Figur des Anton Wanzl. Nach seiner Promotion 1918 über den Schriftsteller Hermann Kurz wirkte er im Rahmen der Volksbildung und wurde als Referent im Unterrichtsministerium mit den Agenden des Burgtheaters betraut. Als Schüler und Assistent von Walther Brecht legte er 1924 eine Habilitation über Jakob Michael Reinhold Lenz („Lenz und die europäische Romantik“) vor und wurde 1926 zum außerordentlichen Professor für deutsche Sprache und Literatur ernannt. 1927 ging er als Ordinarius an die Technische Hochschule Danzig.

### Nationalsozialismus
1936 wurde Kindermann auf Anordnung des Reichserziehungsministeriums – gegen den Willen der philosophischen Fakultät – mit einer ordentlichen Professur des neu gegründeten Lehrstuhls für deutsche Literatur- und Theatergeschichte an der Westfälischen Wilhelms-Universität in Münster beauftragt. 1937 wurde er dort Direktor des Germanistischen Seminars.
Kindermann, der seit 1933 förderndes Mitglied der SS war und zum 1. Mai 1933 der NSDAP beitrat (Mitgliedsnummer 1.493.564), vertrat eine „volkhafte Lebenswissenschaft“, die „undeutsche Literaturprodukte“ ausschloss und damit der Ideologie der Nationalsozialisten entsprach, was sich in vielen seiner Publikationen zwischen 1933 und 1945 niederschlug. Er unterzeichnete im November 1933 das Bekenntnis der Professoren an den deutschen Universitäten und Hochschulen zu Adolf Hitler.
1933 gab Kindermann die Schrift „Des Deutschen Dichters Sendung in der Gegenwart“ heraus, deren Zusammenstellung NS-Autoren sowie NS-Spitzenfunktionäre enthielt. Im Geleitwort zur Festschrift zum 60. Geburtstag des Reclam-Verlages lobte Kindermann 1936 die nationalsozialistische Literatur und „Rassenidee“ und hob die Rolle der NS-Kultur hervor. Seine wissenschaftlichen Arbeiten waren von einer antiziganistischen, antislawischen und antisemitischen Haltung gekennzeichnet. Er wagte sich auch auf das Gebiet der naturwissenschaftlichen Empirie: Die „biologische Bewertung des Schrifttums“ „infolge unserer rassenhygienischen Einsichten“ sei ein „volksbiologischer Vorgang“ (Dichtung und Volkheit, 1939).
Nach dem „Anschluss“ Österreichs stellte er 1939 eine umfangreiche „Anschluß-Anthologie“ mit dem Titel Heimkehr ins Reich. Großdeutsche Dichtung aus Ostmark und Sudetenland 1866–1938 für den Leipziger Reclam-Verlag zusammen. Kindermann schrieb als Herausgeber in der Einführung: „Mit der Heimkehr der Ostmark und des Sudetenlandes ins Großdeutsche Reich erfüllte sich ein Tausendjahr-Gesetz deutschen Blutes“.
1939 erschien Kindermanns antisemitisch geprägtes Buch über das Wiener Burgtheater, Das Burgtheater. Erbe und Sendung eines Nationaltheaters im Adolf-Luser-Verlag, in dem er unter anderem den „jüdischen Einfluss“ auf das Burgtheater analysierte, was später zu heftigen Vorhaltungen führte. Kindermann konnte nach dem Krieg nachweisen, dass zumindest Teile daraus vom „Amt Rosenberg“ gegen seinen Willen verändert worden waren und er wurde als „nicht belastet“ entnazifiziert.
1943 wurde Kindermann als ordentlicher Professor an das Institut für Theaterwissenschaft der Universität Wien berufen, das im Zuge der nationalsozialistischen Kulturpolitik unter der Ägide des Reichsstatthalters Baldur von Schirach gegründet worden war. Heinz Kindermann gehörte wie Adolf Bartels, Franz Koch, Hellmuth Langenbucher, Walther Linden (1895–1943), Arno Mulot, Josef Nadler und Hans Naumann zu den führenden Literaturwissenschaftlern des „Dritten Reiches“, die immer wieder zu einer „neuen ‚nationalsozialistischen Dichtung‘“ aufriefen.

### Nachkriegszeit
1945 musste Kindermann wegen des NS-Verbotsgesetzes den Lehrstuhl räumen. Nach interimistischer Leitung des Instituts durch Eduard Castle (bis 1949) und Friedrich Kainz (bis 1954) erhielt er die Position jedoch noch vor dem Abzug der Besatzungsmächte 1954 zurück und hatte sie bis zu seiner Emeritierung 1966 inne. In den späten 1940er Jahren wurde ein Spendenkonto der „Freunde von Heinz Kindermann“ eingerichtet, um ihn in der Zeit des Berufsverbots finanziell zu unterstützen.
Kindermann war bald rehabilitiert. Bereits im Jahr 1954 wurde er planmäßig zum außerordentlichen Professor der Theaterwissenschaft der Universität Wien ernannt und Direktor des Instituts für Theaterwissenschaft. 1959 wurde er ordentlicher Professor und 1970 emeritiert.
In der Sowjetischen Besatzungszone und in der Deutschen Demokratischen Republik wurden zahlreiche von Kindermann verfasste und einige von ihm herausgegebene Schriften auf die Liste der auszusondernden Literatur gesetzt.
Nachdem Kindermann während des Nationalsozialismus hauptsächlich kulturpolitische Schriften verfasst hatte, widmete er sich nach dem Krieg ausschließlich der Kulturgeschichte und verfasste ein monumentales, noch heute in manchen Belangen grundlegendes Werk, eine breit angelegte zehnbändige Theatergeschichte Europas. Er begründete auch ein vielbändiges, später von Eugen Thurnher, Martin Block und C. C. Berg herausgegebenes Handbuch der Kulturgeschichte und schrieb über das Theaterpublikum des Mittelalters und der Antike.
In der Neujahrs-Ausgabe der Neuen Wiener Tageszeitung 1956 erörterte Heinz Kindermann zweieinhalb Monate nach der Wiedereröffnung des Burgtheaters Gedanken „Burgtheaterprobleme – heute und morgen“. Mit moderateren Worten führte er einen missionarischen Millenarismus fort, den er auch während der NS-Zeit vertreten hatte. Zehn Jahre nach dem Ende des „tausendjährigen Reiches“ beschwor Kindermann das „Riesenreservoir der zweitausendjährigen Weltdramatik der Vergangenheit“: „In diesem Bereich aber erwartet die Dramaturgen des Burgtheaters eine Aufgabe, die, so schwierig sie anmuten mag, gelöst werden muss, wenn das Burgtheater sich nicht nur in ausgefahrenen Bahnen bewegen soll. Jedes Zeitalter nimmt nämlich ein anderes Auswahlprinzip aus dem Zweitausendjahr-Reservoir vor.“.
Spätere Werke Kindermanns wurden stellenweise als „Wiedergutmachungsversuche“ gedeutet, waren als solche aber weder explizit noch wurden sie als solche deklariert. Dem Dialog über die NS-Zeit wich Kindermann bis zuletzt aus. Er wollte seine Vergangenheit vergessen machen und charakterisierte seine Jahre der Entnazifizierung als „peinliche Zwischenzeit“.
Kindermann hatte drei Söhne, den Politikwissenschaftler Gottfried-Karl Kindermann, den langjährigen Innenpolitikredakteur der Kronen Zeitung Dieter Kindermann (1939–2014) und den Opernregisseur Heinz Lukas-Kindermann.

## Auszeichnungen
- 1965: Ehrenmedaille der Bundeshauptstadt Wien
- 1970: Grillparzer-Ring
- 1974: Wilhelm-Hartel-Preis
- 1975: Großes Goldenes Ehrenzeichen der Republik Österreich
- 1975: Goldenes Ehrenzeichen für Verdienste um das Land Wien
- Ehrendoktor der Universität Tokyo

## Veröffentlichungen
- Hermann Kurz und die deutsche Übersetzungskunst im neunzehnten Jahrhundert. Literarhistorische Untersuchung, Stuttgart 1918
- J. M. R. Lenz und die Deutsche Romantik. Ein Kapitel aus der Entwicklungsgeschichte romantischen Wesens und Schaffens, Wien u. a. 1925
- Das literarische Antlitz der Gegenwart, Halle 1930
- Goethes Menschengestaltung. Versuch einer literarhistorischen Anthropologie, Berlin 1932
- Klopstocks Entdeckung der Nation, Danzig 1935
- Die deutsche Gegenwartsdichtung im Aufbau der Nation, Berlin 1936
- Kultur der orientalischen Völker (Handbuch der Kulturgeschichte. 2. Abt., Geschichte des Völkerlebens). Akademische Verlagsgesellschaft Athenaion, Potsdam 1936 UB Thorn / Torún
- Dichtung und Volkheit. Grundzüge einer neuen Literaturwissenschaft. Berlin 1937, 2. Aufl. 1939
- Das Burgtheater. Erbe und Sendung eines Nationaltheaters, Wien u. a. 1939.
- Kultur der romanischen Völker (Handbuch der Kulturgeschichte. 2. Abt., Geschichte des Völkerlebens). Akademische Verlagsgesellschaft Athenaion, Potsdam 1939 UB Thorn / Torún
- Die Weltkriegsdichtung der Deutschen im Ausland, Berlin 1940
- Ferdinand Raimund. Lebenswerk u. Wirkungsraum eines deutschen Volksdramatikers, Wien u. a. 1940
- Die deutsche Gegenwartsdichtung im Kampf um die deutsche Lebensform, Wien 1942
- Theater und Nation, Leipzig 1943
- Hölderlin und das deutsche Theater, Wien 1943
- Theatergeschichte der Goethezeit, Wien 1948
- Das Goethebild des XX. Jahrhunderts, Wien u. a. 1952, 2. Aufl. 1966
- (mit Margarete Dietrich und Ernst Johann) Taschenlexicon der deutschen Literatur, 1953; 1958
- Hermann Bahr. Ein Leben für das europäische Theater, Graz u. a. 1954
- Theatergeschichte Europas, 10 Bde., Salzburg 1957–1974
- Das Theaterpublikum der Antike / des Mittelalters / der Renaissance, Salzburg 1979–1984